# Bad Sankt Leonhard im Lavanttal
Bad Sankt Leonhard im Lavanttal (slovenska: Sveti Lenart v Labotu) är en stadskommun i det österrikiska förbundslandet Kärnten. Staden är belägen i distriktet Wolfsburg i nordöstra Kärnten vid floden Lavant. 

## Historia
Kommunens område har varit bebott i mer än 2 000 år. En romersk väg gick genom Lavantdalen från Wolfsberg norrut mot Steiermark.
Orten uppstod kring den av biskop Otto (1103-1139) invigda Leonhardskyrkan och tillhörde Furstbiskopsdömet Bamberg. Den omnämndes för första gången år 1287 och utvecklades till en regional köping. Senast 1311 fick orten stadsrättigheter.
Stadens blomstringstid inföll under 1400- och 1500-talen, när det bröts silver och guld i den närbelägna gruvan Klieniger Graben. Då lär även den berömde läkaren och naturforskaren Paracelsus ha besökt området och gjort en första analys av mineralvattnet i Prebl vilket i dag är känt som ”Preblauer Heil- und Mineralwasser”.
Järnbrytningen som också var av stor betydelse för staden avslutades 1876. Kommunen utvecklades under 1900-talet till en hälso- och kurort.

## Orter
Kommunen består av 17 orter (Ortschaften) (inom parentes invånarantal 1 januari 2024):

- Bad St. Leonhard im Lavanttal (1 922)
- Erzberg (44)
- Gräbern (70)
- Görlitzen (114)
- Kalchberg (102)
- Kliening (630)
- Lichtengraben (25)
- Mauterndorf (85)
- Prebl (70)
- Raning (48)
- Schiefling (272)
- Schönberg (158)
- Steinbruch (29)
- Twimberg (265)
- Wartkogel (56)
- Wiesenau (88)
- Wisperndorf (287)

## Stadsbild och sevärdheter
Husen kring torget är från 1500- och 1600-talen. Där finns också Mariensäule, en pestkolonn från 1732. Bland äldre byggnader kan nämnas den gotiska stadskyrkan (1320-1380) med över 130 glasmålerier och ett gotiskt benhus (kring 1400), borgruinen Gomarn från 1300-talet och renässansslottet Ehrenfels, byggt på 1300-talet, ombyggt på 1500-talet. Även rester av den medeltida stadsmuren finns kvar.

## Näringsliv
Det mest kända företaget är Preblauer Heil- och Mineralwasser, vars mineralvatten säljs internationellt. Dessutom finns träindustri (t.ex. Stora Enso och RZ-Holzindustrie) samt byggindustri i Bad Sankt Leonhard. Turism är en viktig tjänstenäring.

## Kommunikationer
Bad Sankt Leonhard im Lavanttal ligger vid Lavanttalbanan. Genom Bad Sankt Leonhard går vägen B78 (Obdach (anslutning till motortrafikleden S36) - Twimberg).